# وارن باتشيلدر
وارن باتشيلدر (بالإنجليزية: Warren Batchelder)‏ هو مخرج رسوم متحركة ورسام رسوم متحركة أمريكي، ولد في 18 أبريل 1917 في لوس أنجلوس في الولايات المتحدة، وتوفي في 12 فبراير 2007 في ماليبو في الولايات المتحدة.

## وصلات خارجية
- وارن باتشيلدر على موقع IMDb (الإنجليزية)
- وارن باتشيلدر على موقع قاعدة بيانات الفيلم (الإنجليزية)